# 查謨和克什米爾叛亂
查謨和克什米爾獨立運動，又稱印控克什米爾獨立運動、查謨和克什米爾叛亂（英語：Insurgency in Jammu and Kashmir）或喀什米爾起義（Kashmir Intifada），是喀什米爾分離主義者在巴基斯坦军方的支持下和印度政府之間的衝突，部分分離主義者支持喀什米爾獨立，部分分離主義者則支持加入巴基斯坦。

## 傷亡
20世纪80年代后期，心怀不满的克什米尔年轻人越发激进，催生了查谟和克什米尔的叛乱活动。巴基斯坦利用这一态势，允许其庇护下的恐怖组织充当马前卒。21世纪初，特别是在克什米尔山谷的南部地区，出现了另一波激进主义浪潮。该地区首次出现自杀性爆炸袭击，表示着叛乱的升级。印度多次指责巴基斯坦三军情报局等煽动反对印度的叛乱。
據統計，喀什米爾在1988年至2018年間，一共發生47,234起的暴力恐怖事件，累計死亡人數高達44,516人，其中包括14,796名平民，6,361名安全部隊人員，23,356名參與暴力恐怖事件者（截至2018年1月28日的數據）。
儘管印巴兩國近年來已無大規模的軍事衝突，但喀什米爾每年仍有超過100人死於暴力衝突（2016年有267人死亡，2017年有358人死亡，2018年截至1月28日有16人死亡）。自2019年8月取消查谟和克什米尔的特殊地位以来，印度军方加强了在该地区的平叛行动。2023年官方数据显示，印度安全部队在查谟和克什米尔打死了113名武装分子，逮捕了500名同伙，捣毁了89个武装分子窝点；34名士兵也被杀。

## 雙方對人權的侵犯
印度政府和喀什米爾分離主義者，皆被指控犯下屠殺、虐待等侵犯人權的戰爭罪行。另外，支持喀什米爾分離主義者的巴基斯坦，也被印度政府指控越界襲擊印度軍人，甚至殺害喀什米爾平民。

### 印度政府對人權的侵犯
喀什米爾民間團體主張喀什米爾衝突的死亡人數為7萬人（主流說法是4萬多人），衝突中不幸遇難的平民，大多數是被印度軍隊殺害，2017年喀什米爾甚至發生警察對手無寸鐵的抗議女學生開槍的事件。

### 喀什米爾分離主義者對人權的侵犯
分離主義者在喀什米爾當地仍有相當大同情與支持力量，分離主義與伊斯蘭恐怖主義有關，圣战分子參與爆炸和綁架等活動。叛乱还迫使非穆斯林少数民族克什米尔印度教徒大规模迁出克什米尔山谷。